# Ipomoea krugii
Ipomoea krugii ist eine Pflanzenart aus der Gattung der Prunkwinden (Ipomoea). Sie ist endemisch auf Puerto Rico, wurde dort jedoch lange nicht nachgewiesen.

## Beschreibung
Ipomoea krugii ist eine krautige, unbehaarte Kletterpflanze. Die Laubblätter sind eiförmig, 5 bis 9 cm lang und 3 bis 7 cm breit. Sie sind ganzrandig oder unterhalb der Spitze dreigelappt. Die Spitze ist lang zugespitzt, die Basis ist mehr oder weniger tief herzförmig.
Die Blütenstände entspringen den Achseln. Die Blütenstandsstiele haben eine Länge von 3,5 bis 5 cm. An ihnen stehen jeweils zwei bis drei Blüten an 6 bis 10 cm langen Blütenstielen. Die Kelchblätter sind nahezu gleich lang und haben eine Länge von 12 bis 13 cm. Die äußeren Kronblätter sind langgestreckt elliptisch, alle Kronblätter sind nach innen gebogen und zugespitzt. Die Krone ist weiß gefärbt, 3,5 cm lang oder noch kürzer und ist nahezu zylindrisch.

## Vorkommen
Die Art kommt endemisch auf Puerto Rico vor und wurde 1908 anhand eines bei Mayagüez gesammelten Exemplars beschrieben. Sammlungen aus heutiger Zeit sind jedoch nicht bekannt.